# Slavenstaat

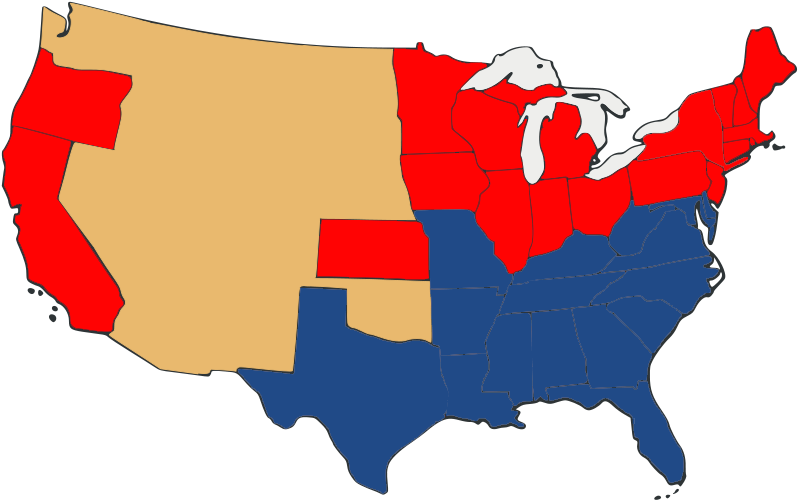
De slaven- en niet-slavenstaten in 1861, met niet-slavenstaten in het rood en slavenstaten in het blauw.

In de Verenigde Staten van Amerika die voorafgingen aan de Amerikaanse Burgeroorlog was een slavenstaat een Amerikaanse staat waar slavernij van Afro-Amerikanen wettelijk toegelaten werd. Een vrije staat daarentegen was een staat waar slavernij ofwel verboden werd ofwel na een zekere tijd weggeruimd werd. Slavernij was een van de oorzaken van de Amerikaanse Burgeroorlog en werd in 1865 naar aanleiding van het Dertiende amendement van de grondwet van de Verenigde Staten afgeschaft.

## Achtergrond
Het noordoosten van de Verenigde Staten en Midden-Atlantische staten, waaronder Massachusetts, New York, Pennsylvania en New Jersey, maakten slavernij strafbaar in de 17e, 18e en zelf voor een deel van de 19e eeuw. Maar in een of twee generaties voor de Amerikaanse Burgeroorlog werden bijna alle slaven ontvoogd met behulp van een reeks statuten.
De eerste regio die volledig gevrijwaard werd van slavernij was het Midwesten. Het werd vrij verklaard naar aanleiding van de Noordwestelijke Verordening in 1787 die net voor de ratificatie van de Amerikaanse Grondwet werd goedgekeurd. De staten die uit deze streek opgericht werden — Ohio, Indiana, Michigan, Illinois, Wisconsin en Minnesota — werden voornamelijk bewoond door mensen uit New England en veteranen van de Amerikaanse Onafhankelijkheidsoorlog die daar een eigendom kregen. Aangezien deze regio volledig zonder praktijken van slavernij van start ging, en tevens afgescheiden was van de Zuidelijke Verenigde Staten — die een uitbreiding forceerden van legale slavernij in het westen van de Verenigde Staten — door de rivier Ohio, werd de term "vrije staat" ontwikkeld als tegenhanger van de "slavenstaat". Het rurale Midwesten, dat op een zeker moment rechtstreeks verwikkeld was in een oost-west-rivaliteit tegen de commerciële noordoostelijke staten, kwam terug aan de zijde te staan van de noordoostelijke staten, die net ontdaan waren van de slavernij en samen een amalgaam vormden van staten die slavernij verboden. Deze staten werden in de tijdskader van de burgeroorlog aangeduid als de vrije staten.
Kolonisten die tegen slavernij waren in "Bleeding Kansas" in de jaren 1850 werden Free-Staters genoemd omdat ze succesvol hebben gevochten om Kansas bij de Unie te voegen als een vrije staat.
Aan het begin van de Burgeroorlog waren de volgende 19 staten vrijstaten: Maine, Vermont, New Hampshire, Massachusetts, Rhode Island, Connecticut, New York, New Jersey, Pennsylvania, Ohio, Indiana, Illinois, Michigan, Wisconsin, Minnesota, Kansas, Iowa, Oregon en California. In New Jersey waren er nog steeds slaven tijdens de Burgeroorlog. De wettelijke bepalingen van New Jersey schreven een geleidelijke ontvoogding voor van de slaven, en op het moment van de Burgeroorlog moesten de meeste maar niet alle slaven in die staat hun vrijheid hebben gekregen.

## Staten
De vijftien slavenstaten tijdens de Amerikaanse Burgeroorlog waren Alabama, Arkansas, Delaware, Florida, Georgia, Kentucky, Louisiana, Maryland, Mississippi, Missouri, North Carolina, South Carolina, Tennessee, Texas, en Virginia (inclusief West Virginia dat nog niet afgescheiden werd van Virginia op dat ogenblik). (Het District of Columbia kende ook slavernij tot 16 april 1862). Hoewel het nog geen staten waren, was er ook sprake van slavernij in het Territorium Nebraska en in het Indianenterritorium (Oklahoma) rond de jaren 1850. De laatste noordelijke staat die slavernij afschafte was New Jersey in 1804, hoewel de wetten van de staat slaven van een zekere leeftijd erkende als "leerlingen voor het leven" tot aan het Dertiende Amendement van de Amerikaanse grondwet in 1865 wat in feite het eigenlijke einde van slavernij in New Jersey tot stand bracht.
Elf van deze staten verklaarden hun afscheiding in 1860 en 1861 ter vorming van de Geconfedereerde Staten van Amerika; Delaware, Kentucky, Maryland en Missouri verlieten de Unie niet. West Virginia kwamen in de Unie als een slavenstaat in 1863 nadat er een akkoord was gemaakt om de slavernij geleidelijk terug te dringen met het Willey Amendment dat aan de grondwet van de staat werd toegevoegd en geratificeerd door een referendum op 26 maart 1863.